# Udonis Haslem
Udonis Johneal Haslem (Miami, Florida, 9 de junio de 1980) es un exjugador de baloncesto estadounidense que disputó 20 temporadas en los Miami Heat de la NBA. Con 2,01 metros de altura, jugaba en la posición de ala-pívot y ganó tres campeonatos de la NBA con los Heat.
En noviembre de 2012, se convirtió en el líder histórico de rebotes de la franquicia de los Heat, superando a Alonzo Mourning, siendo el primer jugador no elegido en el draft de la historia, en conseguir liderar dicha clasificación de un equipo NBA.

## Carrera

### Universidad
Haslem jugó durante cuatro temporadas en la Universidad de Florida, convirtiéndose en el jugador con más victorias en la historia de los Gators (97). Pívot titular del equipo dirigido por Billy Donovan, no se perdió ningún partido en su carrera universitaria, disputando un total de 130, y es el primer jugador en la historia de Florida en jugar cuatro temporadas consecutivas el torneo de la NCAA y ser nombrado en el mejor quinteto de la Southeastern Conference.
Primer gator en ser All-American, Haslem fue elegido en el primer quinteto de la conferencia por los entrenadores de la SEC y por Associated Press tanto en su año júnior como en el sénior. Además, en sus temporadas freshman y sophomore lo fue en el tercer quinteto de la SEC por los entrenadores de la conferencia y por AP. Finalizó su carrera en el Top 10 de 11 diferentes categorías estadísticas; primero en partidos jugados (130), segundo en partidos de titular (125), tiros libres intentados (773), faltas personales (409), tercero en anotación (1781), tiros libres convertidos (515), cuarto en porcentaje de tiros libres (58,4%), mates (101), quinto en tapones (120), sexto en tapones por partido (0,92) y séptimo en dobles-dobles (25).
Haslem lideró a los Gators en puntos en 30 ocasiones, en rebotes en 44 y en asistencias 5, anotando en dobles figuras en 99 encuentros y en rebotes en 28. Fue uno de los dos jugadores en la historia de la universidad en conseguir 1700 puntos y 800 rebotes. Como sénior, fue All-American y finalista del Naismith Player of the Year Award, del Wooden All-American Team, del Senior CLASS Award y del ESPN The Magazine Center of the Year. Esa campaña sus números fueron de 16 puntos y 8,3 rebotes.
En su temporada júnior fue el único jugador de Florida en salir de titular en los 31 partidos, promediando 16,8 puntos y 7,5 rebotes por encuentro, siendo nombrado en el tercer quinteto del All-American y finalista del Wooden All-American Team. Como sophomore cayó derrotado en la final del campeonato de la NCAA, firmó 11,8 puntos y 5,1 rebotes por partido, además de ser elegido en el mejor quinteto de la Final Four de la NCAA y del torneo East Regional. En su primera campaña en los Gators comenzó con unos modestos 10,5 puntos y 5 rebotes con un 60% en tiros de campo, mejor porcentaje en su carrera universitaria.

#### Estadísticas
| Año     | Equipo  | PJ  | PT | MPP  | %TC  | %3P  | %TL  | RPP | APP | ROB | TPP | PPP  |
| ------- | ------- | --- | -- | ---- | ---- | ---- | ---- | --- | --- | --- | --- | ---- |
| 1998–99 | Florida | 31  | —  | 21.3 | .603 | .000 | .592 | 5.0 | .8  | .7  | .7  | 10.5 |
| 1999–00 | Florida | 37  | —  | 22.4 | .579 | —    | .639 | 5.1 | .9  | .8  | .8  | 11.8 |
| 2000–01 | Florida | 31  | 31 | 28.1 | .597 | —    | .709 | 7.5 | 1.0 | .8  | 1.0 | 16.8 |
| 2001–02 | Florida | 31  | 31 | 28.3 | .562 | .000 | .694 | 8.3 | 1.6 | .9  | 1.3 | 16.0 |
| Total   | Total   | 130 | 62 | 24.9 | .584 | .000 | .666 | 6.4 | 1.1 | .8  | .9  | 13.7 |

### Profesional

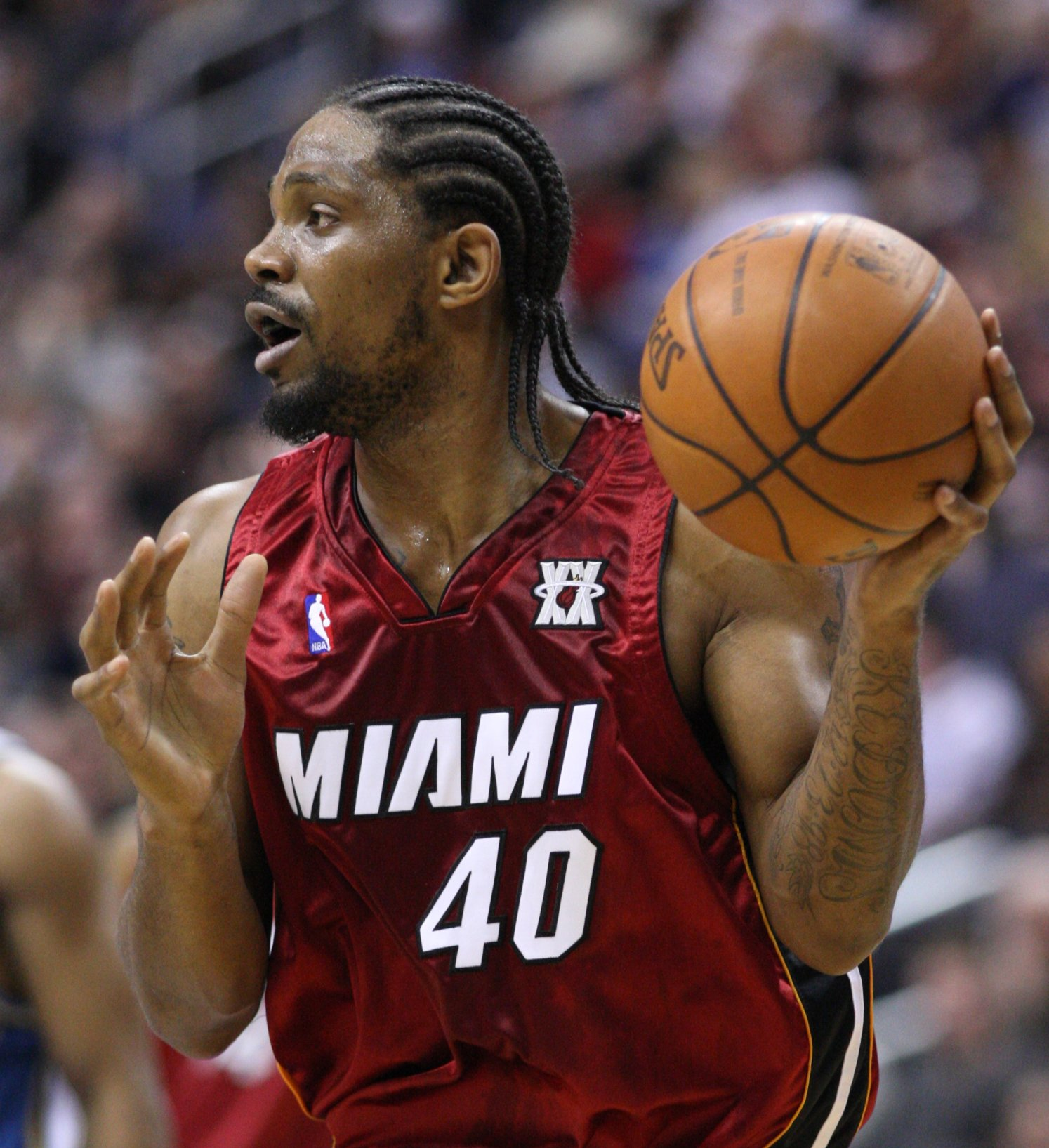
Udonis Haslem como miembro de Miami Heat

#### Francia
Tras dejar Florida en 2002, Haslem fichó por Chalon-Sur-Saône de la liga francesa, donde promedió 16,1 puntos y 9,4 rebotes por partido.

#### NBA

##### Inicios, titularidad y campeonato (2003-2009)
Firmó con Miami Heat en verano de 2003 como agente libre ya que no fue elegido en el draft del año anterior. En su primer año en la NBA, disputó un total de 75 partidos, 24 como titular, promediando 7,3 puntos y 6,3 rebotes en 23,9 minutos. Disputó el Rookie Challenge y al término de su primera temporada fue incluido en el segundo mejor quinteto de rookies.
En su segunda temporada, tras la marcha de Brian Grant a Los Angeles Lakers, se convirtió en el ala-pívot titular del equipo para la temporada 2004-05, formando pareja con Shaquille O'Neal en la pintura. En esa temporada sus números se fueron hasta los 10,9 puntos y 9,1 rebotes en 33,4 minutos de juego, disputando 80 partidos, todos ellos de titular.
En la temporada 2005-06 sus promedios se mantuvieron, jugando 81 partidos y ganando el campeonato de la NBA con los Heat tras derrotar a Dallas Mavericks en seis partidos en las Finales. Haslem fue pieza clave en el éxito del equipo, anotando 17 puntos en el sexto y a la postre último partido de las series finales. El 10 de noviembre de 2006, Haslem batió su récord de puntos en un encuentro al conseguir 28 (con un 10/14 en tiros y 9 rebotes) en la victoria por 113-106 ante New Jersey Nets.
En la 2006–07 firmó 10,7 puntos y 8,3 rebotes, cayendo eliminados en primera ronda de playoffs en manos de Chicago Bulls (4-0) en su intento por defender el anillo.

##### Suplencia y dos títulos más (2010-2015)
En noviembre de 2010 se le diagnosticó una lesión de Lisfranc, por lo que se ausentó todos los partidos de la temporada regular 2011-10 y parte de los playoffs debido a la lesión, haciendo un retorno espectacular en el segundo partido de las finales de conferencia en Chicago en el cual anotó 13 puntos y 5 rebotes, llevando a Miami a empatar y la serie. Le dio un empuje de agresividad a Miami para llegar hasta las finales de la NBA, las cuales caen ante Dallas Mavericks, en lo que se consideró la revancha del 2006, donde Haslem junto con Wade, eran los únicos que aún estaban en Miami, cuando estos ganaron a Dallas.
Tuvo una grandiosa participación en las finales de conferencia saliendo desde el banquillo y aportando puntos claves para que se impusiera a Boston Celtics en 7 partidos.
Al año siguiente, en la temporada 2011-12, se corona campeón al vencer a Oklahoma City Thunder por 4-1.
Para la temporada 2012-13, continuó saliendo desde el banquillo. El 21 de noviembre de 2012 en un partido contra los Bucks, supera a Alonzo Mourning para convertirse en el líder de la franquicia en el total de rebotes (4807). Mourning estuvo presente en el partido como aficionado. También se convirtió en el primer jugador no seleccionado en el draft en liderar una franquicia de NBA en rebotes.
En julio de 2014, no abandona Miami y cierra su continuidad por 2,7 millones de dólares, donde intentará seguir aportando al equipo, aunque ya de forma más limitada. La pasada temporada, la 2013-14, promedió 3,8 puntos y 3,8 rebotes.

##### Emblema del equipo (2016-2023)
Desde entonces renueva con el equipo de forma anual, con contratos en 2016, 2017, y 2018.
En enero de 2019, dijo que la 2018–19 sería su última temporada. Pero en abril de 2019, dijo que no había tomado la decisión de retirarse y que no lo haría hasta la 2019–20. El 6 de agosto de 2019, finalmente vuelve a firmar por un año más.
Durante la 2019-20 apenas disputó 4 encuentros, el último de ellos, el que cerraba la temporada ante Indiana Pacers, disputó varios minutos como homenaje, ya que podrían ser sus últimos como profesional. Al disputar esos encuentros, se convirtió en la trigésimo jugador en la historia de la liga en jugar con 40 años. Esa temporada los Heat, llegaron a las Finales de la NBA de 2020, pero acabaron perdiendo antes Los Angeles Lakers (2-4).
El 28 de noviembre de 2020, Haslem volvió a firmar un año más con los Heat. Hizo su debut esa temporada, el 13 de mayo de 2021, ante Philadelphia 76ers, anotando 4 puntos, jugando 3 minutos y siendo expulsado por un altercado con Dwight Howard, convirtiéndose en el jugador más veterano en ser expulsado en los últimos 20 años.

“Fue divertido. Fue divertido salir salir y jugar baloncesto demostrando que puedo seguir haciéndolo a un alto nivel y que puedo ayudar a mi equipo a ganar, fue divertido. Es un gran recuerdo. Y, si este es el último partido, lo terminé de la única manera que podía hacerlo Udonis Haslem: con una expulsión”

“No recuerdo lo que pasó. Al final del día, soy quien soy. Soy quien soy. No puedo cambiar ahora. ¿Sabes a qué me refiero? Mi madrastra me envió un mensaje de texto justo después del partido y me dijo que hice lo correcto, así que no tengo ninguna duda de que hice lo correcto. El plan era jugar más de tres minutos”

El 11 de agosto de 2021, se anuncia su renovación por un año más, la que sería la temporada número 19 de su carrera en los Heat.
El 21 de agosto de 2022, anuncia su renovación por una temporada más, cumpliendo 20 años con el equipo. A su vez, se confirmó la retirada de su dorsal al final de temporada.
El 9 de abril de 2023 disputó su último encuentro de temporada regular con los Heat en una victoria por 123-110 ante Orlando Magic. Haslem anotó 24 puntos en 25 minutos de juego, lo que representó su mayor anotación desde 2009, además de establecer un máximo personal de 3 triples en un partido (habiendo anotado únicamente 6 en toda su trayectoria). El 9 de junio, durante el tercer partido de las finales de la NBA de 2023 ante Denver Nuggets, se convirtió, con 42 años y 363 días, en el jugador de mayor edad en disputar un partido de finales, batiendo la marca de Kareem Abdul-Jabbar de 42 años y 58 días durante las finales de 1989. Haslem disputó los últimos 29,8 segundos de ese encuentro.
En noviembre de 2023, se hizo público que seguiría ligado a la franquicia como vicepresidente de desarrollo. En enero de 2024, la franquicia retiró su dorsal número 40, y ya no podrá ser usado por ningún otro jugador en los Heat.

## Estadísticas de su carrera en la NBA
|  | Denota temporadas en las que ganó el Campeonato de la NBA |

### Temporada regular
| Año     | Equipo | PJ  | PT  | MPP  | %TC   | %3P  | %TL   | RPP | APP | ROB | TPP | PPP  |
| ------- | ------ | --- | --- | ---- | ----- | ---- | ----- | --- | --- | --- | --- | ---- |
| 2003-04 | Miami  | 75  | 24  | 23.9 | .459  | .000 | .765  | 6.3 | .7  | .4  | .3  | 7.3  |
| 2004-05 | Miami  | 80  | 80  | 33.4 | .540  | .000 | .791  | 9.1 | 1.4 | .8  | .5  | 10.9 |
| 2005-06 | Miami  | 81  | 80  | 30.8 | .508  | .000 | .789  | 7.8 | 1.2 | .6  | .2  | 9.3  |
| 2006-07 | Miami  | 79  | 79  | 31.4 | .492  | .000 | .680  | 8.3 | 1.2 | .6  | .3  | 10.7 |
| 2007-08 | Miami  | 49  | 48  | 36.8 | .467  | —    | .810  | 9.0 | 1.4 | .8  | .4  | 12.0 |
| 2008-09 | Miami  | 75  | 75  | 34.1 | .518  | —    | .753  | 8.2 | 1.1 | .6  | .3  | 10.6 |
| 2009-10 | Miami  | 78  | 0   | 27.9 | .494  | —    | .762  | 8.1 | .7  | .4  | .3  | 9.9  |
| 2010-11 | Miami  | 13  | 0   | 26.5 | .512  | —    | .800  | 8.2 | .5  | .5  | .2  | 8.0  |
| 2011-12 | Miami  | 64  | 10  | 24.8 | .423  | —    | .814  | 7.3 | .7  | .5  | .4  | 6.0  |
| 2012-13 | Miami  | 75  | 59  | 18.9 | .514  | —    | .711  | 5.4 | .5  | .4  | .2  | 3.9  |
| 2013-14 | Miami  | 46  | 18  | 14.2 | .507  | —    | .568  | 3.8 | .3  | .2  | .3  | 3.8  |
| 2014-15 | Miami  | 62  | 25  | 16.0 | .448  | .200 | .703  | 4.2 | .7  | .3  | .2  | 4.2  |
| 2015-16 | Miami  | 37  | 0   | 7.0  | .337  | .111 | .750  | 2.0 | .4  | .1  | .1  | 1.6  |
| 2016-17 | Miami  | 16  | 0   | 8.1  | .478  | .000 | .600  | 2.3 | .4  | .4  | .1  | 1.9  |
| 2017-18 | Miami  | 14  | 0   | 5.1  | .200  | .125 | .500  | .7  | .4  | .0  | .1  | .6   |
| 2018-19 | Miami  | 10  | 1   | 7.4  | .333  | .000 | .750  | 2.7 | .2  | .0  | .0  | 2.5  |
| 2019-20 | Miami  | 4   | 1   | 11.0 | .364  | .333 | .750  | 4.0 | .3  | .0  | .0  | 3.0  |
| 2020-21 | Miami  | 1   | 0   | 3.0  | 1.000 | —    | —     | 1.0 | .0  | .0  | .0  | 4.0  |
| 2021-22 | Miami  | 13  | 0   | 6.4  | .452  | .250 | 1.000 | 1.9 | .3  | .1  | .1  | 2.5  |
| 2022-23 | Miami  | 7   | 1   | 10.1 | .345  | .333 | .800  | 1.6 | .0  | .1  | .3  | 3.9  |
| Total   | Total  | 879 | 501 | 24.8 | .489  | .127 | .756  | 6.6 | .8  | .5  | .3  | 7.5  |

### Playoffs
| Año   | Equipo | PJ  | PT | MPP  | %TC  | %3P  | %TL  | RPP  | APP | ROB | TPP | PPP |
| ----- | ------ | --- | -- | ---- | ---- | ---- | ---- | ---- | --- | --- | --- | --- |
| 2004  | Miami  | 13  | 0  | 15.3 | .394 | —    | .677 | 3.4  | .2  | .4  | .2  | 3.6 |
| 2005  | Miami  | 15  | 15 | 36.2 | .491 | —    | .739 | 10.0 | 1.0 | .5  | .4  | 9.2 |
| 2006  | Miami  | 22  | 22 | 29.5 | .493 | .000 | .683 | 7.4  | .8  | .6  | .3  | 8.6 |
| 2007  | Miami  | 4   | 4  | 25.8 | .480 | —    | .750 | 5.3  | 1.0 | .2  | .5  | 7.5 |
| 2009  | Miami  | 7   | 7  | 29.1 | .543 | —    | .900 | 8.7  | .4  | .4  | .4  | 8.4 |
| 2010  | Miami  | 5   | 0  | 28.4 | .351 | —    | .667 | 7.4  | .8  | .2  | .2  | 6.0 |
| 2011  | Miami  | 12  | 0  | 24.2 | .397 | —    | .900 | 4.5  | .8  | .5  | .3  | 5.3 |
| 2012  | Miami  | 22  | 11 | 20.5 | .455 | —    | .743 | 6.4  | .6  | .2  | .3  | 4.8 |
| 2013  | Miami  | 22  | 19 | 16.2 | .593 | —    | .571 | 3.6  | .3  | .7  | .2  | 5.0 |
| 2014  | Miami  | 16  | 6  | 10.6 | .459 | —    | .600 | 2.6  | .3  | .1  | .2  | 2.5 |
| 2016  | Miami  | 9   | 0  | 9.4  | .533 | —    | .714 | 3.4  | .4  | .0  | .1  | 2.3 |
| 2023  | Miami  | 2   | 0  | 1.5  | .000 | —    | —    | .5   | .0  | .0  | .0  | .0  |
| Total | Total  | 149 | 84 | 21.5 | .478 | .000 | .713 | 5.5  | .6  | .4  | .3  | 5.6 |

## Vida personal
El 24 de agosto de 2013 se casó con su novia Faith Rein, a quien conoció mientras estudiaba en la Universidad de la Florida en 1999.
Tiene tres hijos: Kedonis, Josiah y Elijah; dos hermanos y tres hermanas.

## Logros y reconocimientos
- 3 veces campeón de la NBA con Miami Heat (2006, 2012 y 2013).
- 1 vez en el segundo mejor quinteto de rookies de la NBA en 2004.
- Jugador con más rebotes en la historia de Miami Heat (5791).[30]
- Jugador de mayor edad en disputar un partido de finales.[26]
- Primer jugador no elegido en el draft en tener un récord en rebotes en la historia de la NBA (2012).